# Henmaru Machino
Henmaru Machino (町野変丸 Machino Henmaru, nome a volte dato come 'Hanmaru'; Prefettura di Aomori, 1969) è un artista giapponese le cui opere hanno la prominente caratteristica di adottare temi come l'ermafroditismo dismorfico e la trasformazione del corpo, così come dozzine di altre parafilie sessuali.

## Estetica
La maggior parte del suo lavoro è emerso all'interno del paradigma degli hentai e dei manga, ma è apparso anche in alcune gallerie d'arte; molti dei suoi pezzi sono stati parte della mostra itinerante di Takashi Murakami Superflat. Nonostante il lavoro di Machino sfidi qualsiasi facile categorizzazione, si potrebbe tendere a farlo rientrare nell'ambito della scuola Ero guro giapponese (Erotic Grotesque Nonsense), ancora un po' vagamente definita, che risale all'influenza Dada e all'epoca Showa. Alcuni sostengono che non sia più che pornografia della più estrema varietà.
Mentre i dibattiti "pornografia o arte" si verificano attorno a una vasta gamma di opere per secoli in tutto il mondo, i dibattiti intorno Machino che sono unici nel loro genere: sono sulla misura di frange dell'umana esperienza sessuale, e anche oltre essa, in quanto molto di ciò che egli disegna non può mai verificarsi nel mondo reale. Mentre molti artisti Ero guro creano opere che avrebbero potuto avere nel mondo reale corrispettivi analoghi (sadomasochismo, mutilazioni ecc), le immagini di Machino, per esempio, con decine di ragazze dotate di falli germinati da ciascuna delle dozzine di mammelle che ricoprono il loro corpo, non sono qualcosa che ogni spettatore della sua opera potrebbe mai vedere nella vita, e quindi la questione dei "che cosa è la pornografia?" eclissa fortemente il problema di "arte o pornografia?" nella maggior parte del suo lavoro.

## Lista parziale delle opere
- Shōjo Chaos - Mediax/MD Comics, 1994.
- Inu Ningyō - Issui Sha/Izumi Comics, 1994.
- Maru Maru Henmaru Show - East Press, 1996.
- Hōtō ni Atta Eroi Hanashi - Sanwa Shuppan, 1996.
- Super Yumiko-chan Z Turbo - Ohta Shuppan/Ohta Comics, 1996.
- Ōana - Issui Sha/Izumi Comics, 1997
- Man O Michi - Issui Sha/Izumi Comics, 1998.
- Seventeen - Ohta Shuppan/Ohta Comics, 1998.
- Tokimeki Yumikochan Memorial - Kubo Shoten/World Comics, 1998.
- UFO - Sanwa Shuppan, 1998.
- Nuruemon - Issui Sha/Izumi Comics, 1998.
- Kenzen Hentai Shōjo - Kubo Shoten/World Comics Special, 2002.
- Yumiko Jigoku - Sanwa Shuppan, 199?
- Dokidoki Henmaru Show - East Press, 199?
- The Best of Yumiko-chan - Issui Sha/Izumi Comics, 199?